# Компьень
Компье́нь, или Компье́н (фр. Compiègne [kɔ̃pjɛɲ], пикард. Compiène) — город на севере Франции, регион О-де-Франс, департамент Уаза. Центр одноименного округа. Находится в 65 км к юго-востоку от Амьена и в 71 км к северо-востоку от Парижа, в 11 км от автомагистрали А1 «Север». Через город протекает река Уаза. На правом берегу Уазы находится железнодорожная станция Компьень линии Крей-Жёмон. Близ Компьеня находится обширный Компьенский лес.
Население (2018) — 40 542 человека.

## История
В 888 году в Компьене коронован Эд, граф Парижский и король Франции. 23 мая 1430 при попытке освободить Компьень от осаждавших его бургундских войск во время Столетней войны взята в плен национальная героиня Франции Жанна д'Арк. В 1630 году сюда была сослана Мария Медичи, мать Людовика XIII, после неудачной попытки сместить кардинала Ришельё. Отсюда через год она бежала в Брюссель.

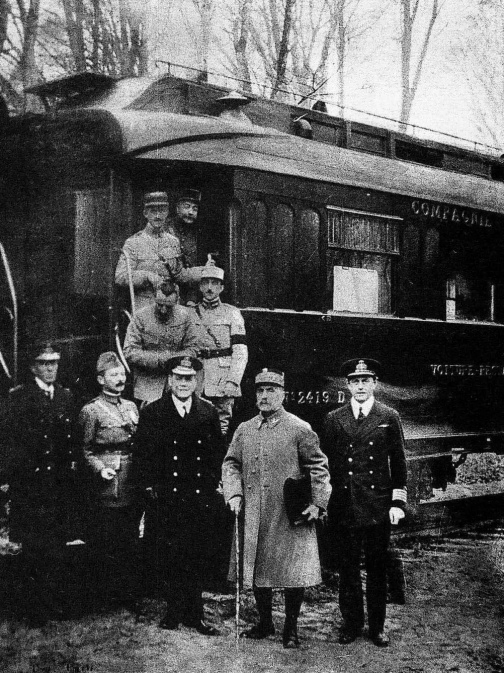
Представители союзников при подписании перемирия в 1918 году

В июне 1794 году арестованы и 17 июля казнены в Париже по обвинению в контрреволюции шестнадцать сестер-кармелиток, получивших известность как «компьенские мученицы».
11 ноября 1918 году в Компьенском лесу в железнодорожном вагоне командующего французской армией маршала Фоша представители Антанты и Германии подписали Компьенское перемирие, положившее конец боевым действиям Первой мировой войны.
Спустя 22 года, 22 июня 1940 года, в том же месте и в том же вагоне, специально для этого доставленном из музея, было подписано Второе компьенское перемирие, завершившее наступательную операцию гитлеровской армии на Францию весной и летом 1940 года. Результатом перемирия стало разделение Франции на оккупационную зону немецких войск и марионеточное государство, управляемое режимом Виши. Обстоятельства подписания перемирия были призваны символизировать реванш Германии за поражение в Первой мировой войне. В июне 1941 года в Компьене был организован концентрационный лагерь Руалье.

## Достопримечательности
- Компьенский дворец в стиле классицизма XVIII века — бывшая резиденция французских королей. Дворец, основанный ещё во времена Меровингов, был перестроен и расширен в XVII—XVIII веках.
- Здание мэрии XVI века — памятник истории.
- Императорский театр — построен в 70-е годы XIX века по приказу императора Наполеона III уже после его смещения.
- Сохранившиеся фрагменты крепостных стен IX—XVII веков
- Башня Жанна-д’Арк XII века
- Церковь Святого Жака XIII века с колокольней XV—XVI веков в готическом стиле.
- Церковь Святого Антуана XIII—XVI веков в стиле пламенеющей готики.
- Бывшее аббатство Сен-Корнель (сохранились клуатр, частично колокольня, подвалы, несколько зданий, в одном из которых открыт музей).
- Музей Антуан-Вивенель — произведения французских художников и скульпторов.
- Церковь св. Петра в Компьене — католическая церковь в романском стиле.

## Экономика
Химические, пищевые, машиностроительные и металлообрабатывающие предприятия. Туризм.
Структура занятости населения:
- сельское хозяйство — 0,6 %
- промышленность — 13,8 %
- строительство — 5,6 %
- торговля, транспорт и сфера услуг — 41,1 %
- государственные и муниципальные службы — 39,0 %

Уровень безработицы (2017) — 17,0 % (Франция в целом — 13,4 %, департамент Уаза — 13,8 %). 

Среднегодовой доход на 1 человека, евро (2018) — 19 860 (Франция в целом — 21 730, департамент Уаза — 22 150).

## Демография
Динамика численности населения, чел.

## Администрация
Пост мэра Компьеня с 1987 года занимает член партии Республиканцы, бывший сенатор Франции Филипп Марини (Philippe Marini). На муниципальных выборах 2020 года возглавляемый им список партии Республиканцы одержал победу в 1-м туре, получив 57,85 % голосов.
| Период | Период | Фамилия       | Партия                                                                     | Примечания                                                           |
| ------ | ------ | ------------- | -------------------------------------------------------------------------- | -------------------------------------------------------------------- |
| 1959   | 1987   | Жан Лежандр   | Национальный центр независимых и крестьян                                  | журналист, депутат Национального собрания                            |
| 1987   |        | Филипп Марини | Объединение в поддержку Республики Союз за народное движение Республиканцы | финансовый инспектор, член Генерального совета департамента, сенатор |

## Города-побратимы
- Юи, Бельгия (1959)
- Арона, Италия (1962)
- Ландсхут, Германия (1962)
- Вианден, Люксембург (1964)
- Бери-Сент-Эдмундс, Великобритания (1967)
- Кирьят-Тивон, Израиль (1988)
- Сиракава, Япония (1988)
- Роли, США (1989)
- Эльблонг, Польша (2002)
- Гимарайнш, Португалия (2006)

## Образование

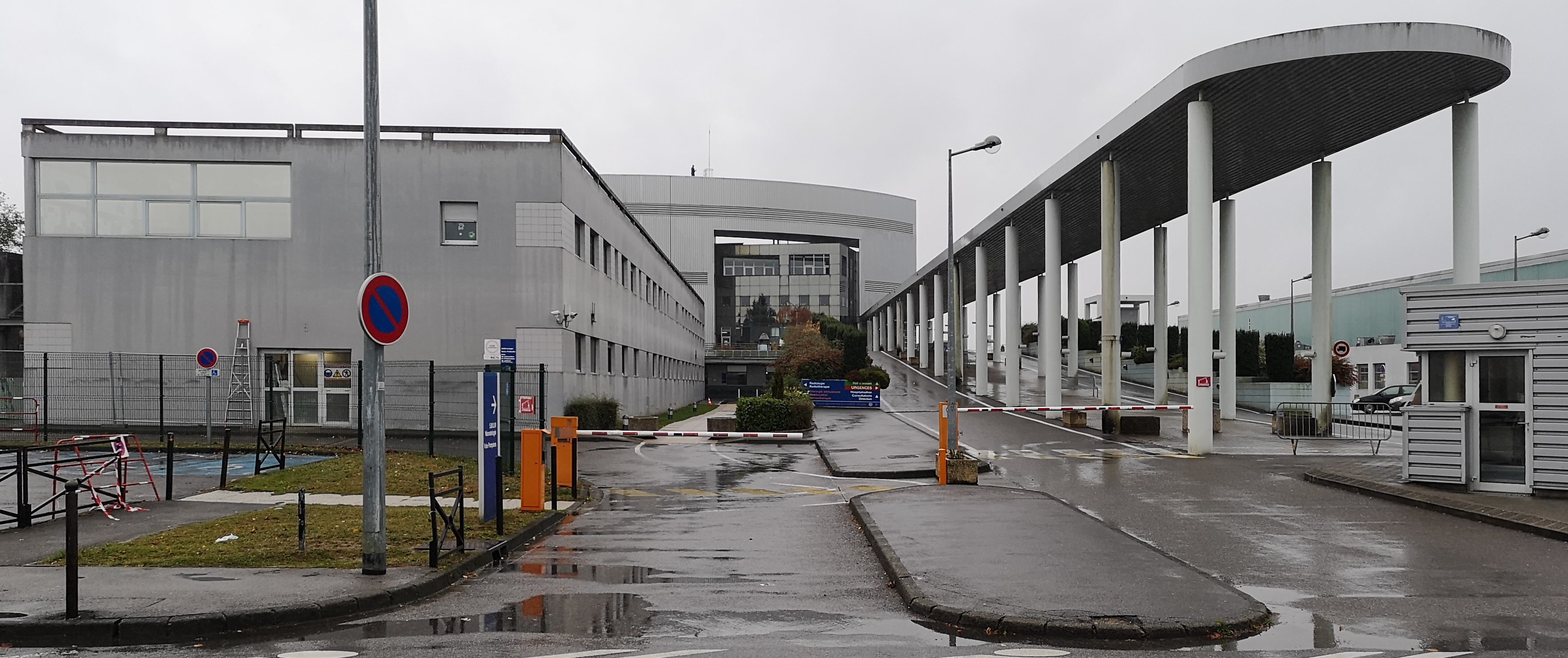
Compiegne-Noyon Hospital

В городе имеется ряд высших учебных заведений — Технологический университет Компьеня, высшая школа коммерции, высшая школа органической химии и минералов (ESCOM).

## Спорт
C 1968 года в городе стартует ежегодная престижная велогонка Париж-Рубе.

## Галерея

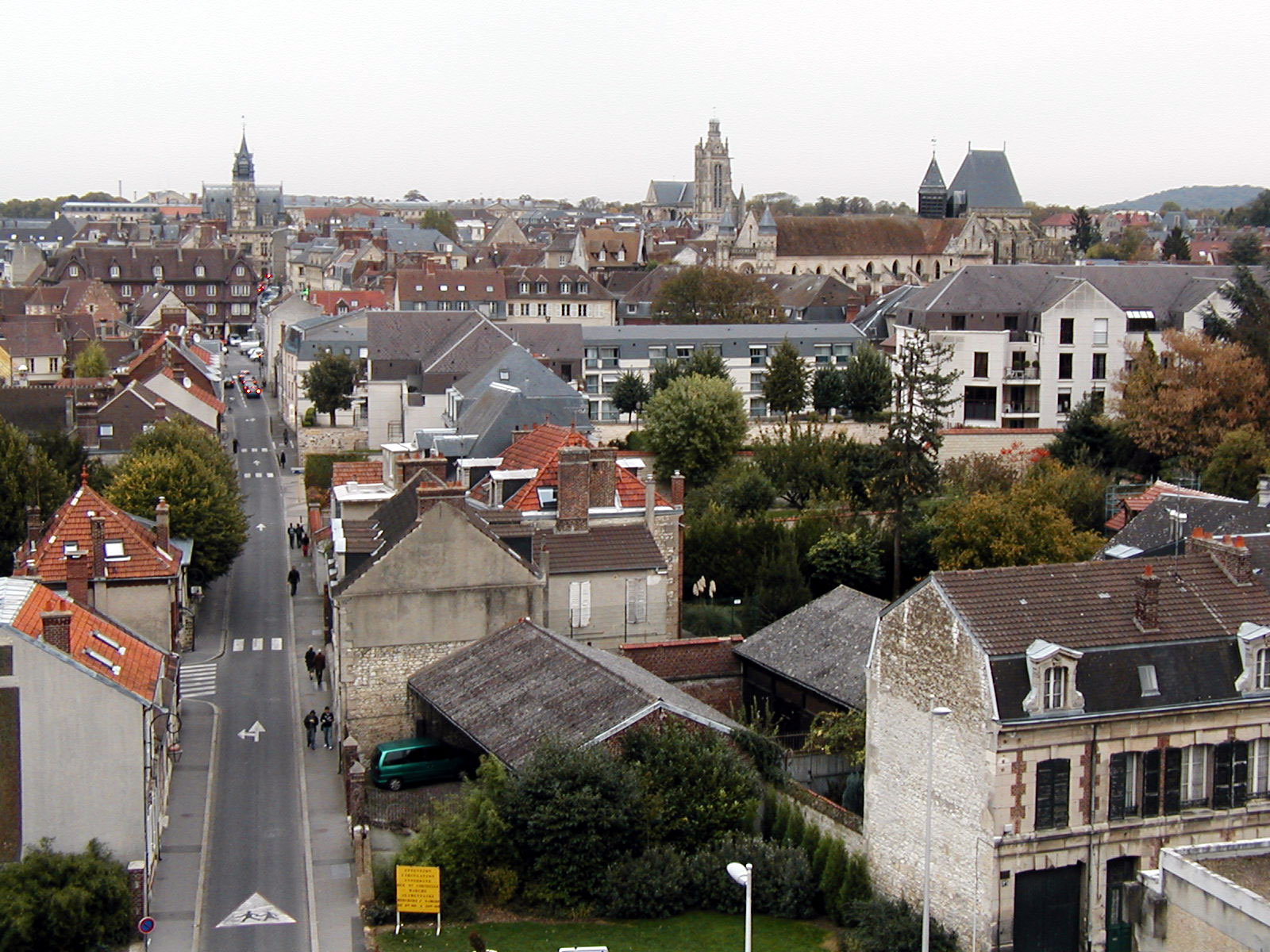
Вид на Компьень
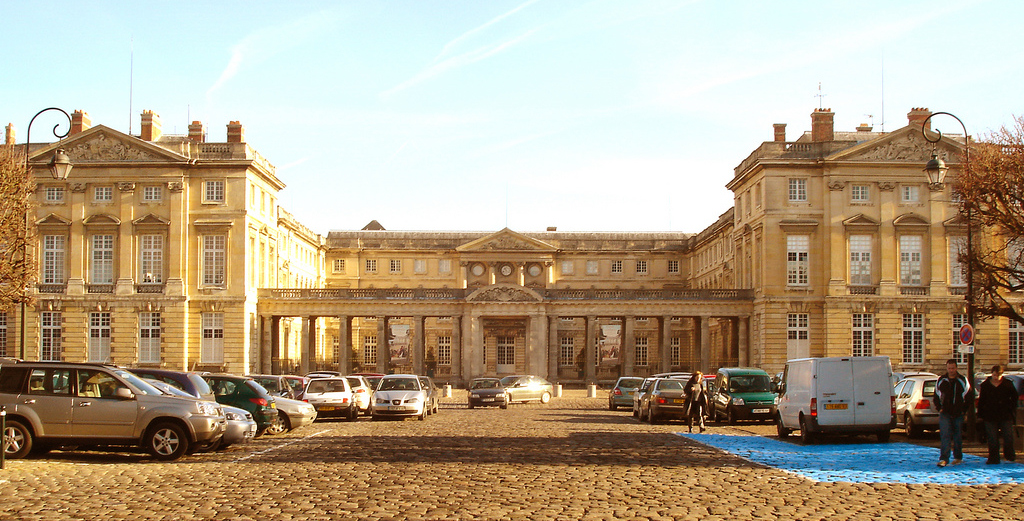
Королевский дворец
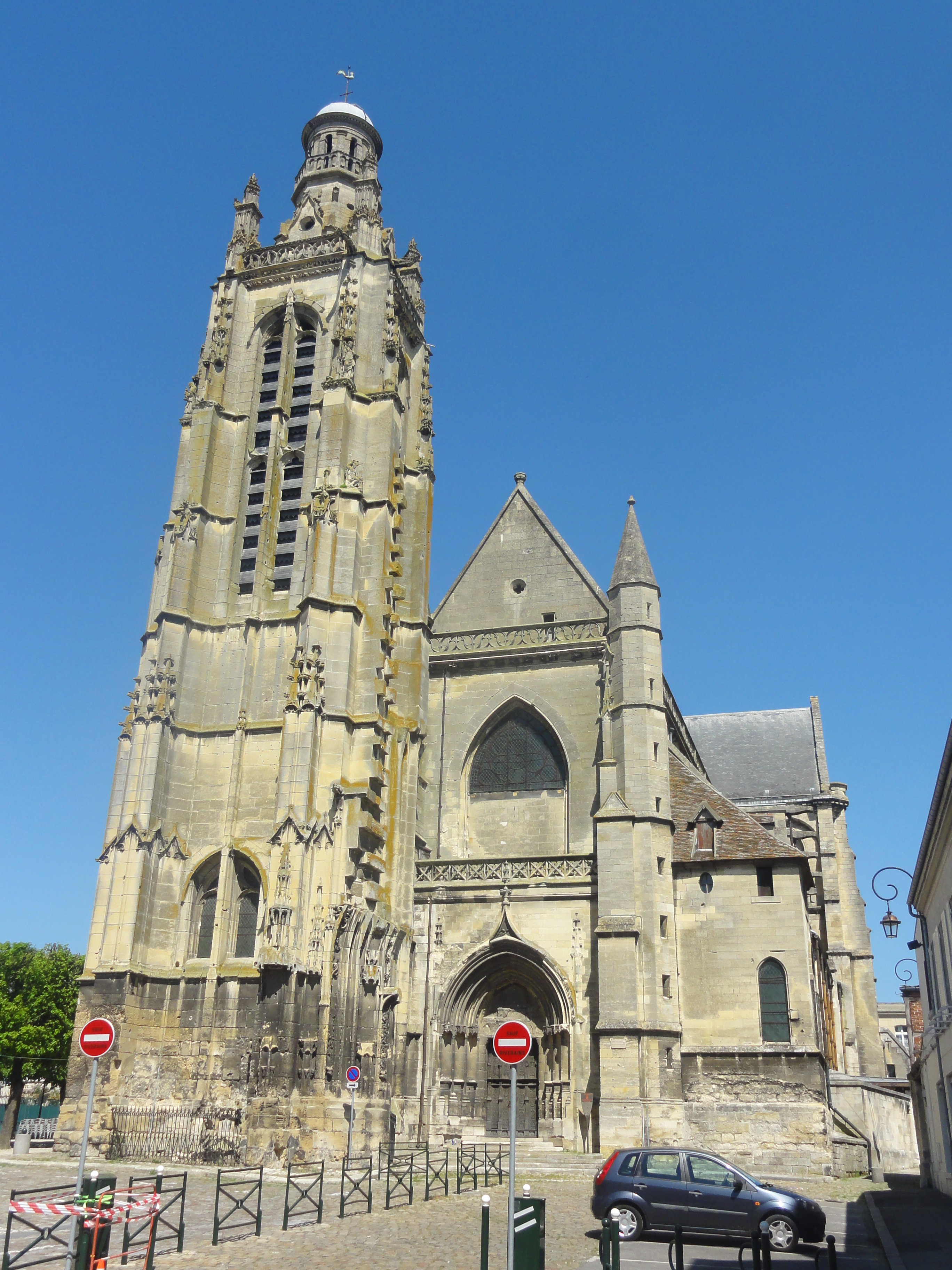
Церковь Святого Жака
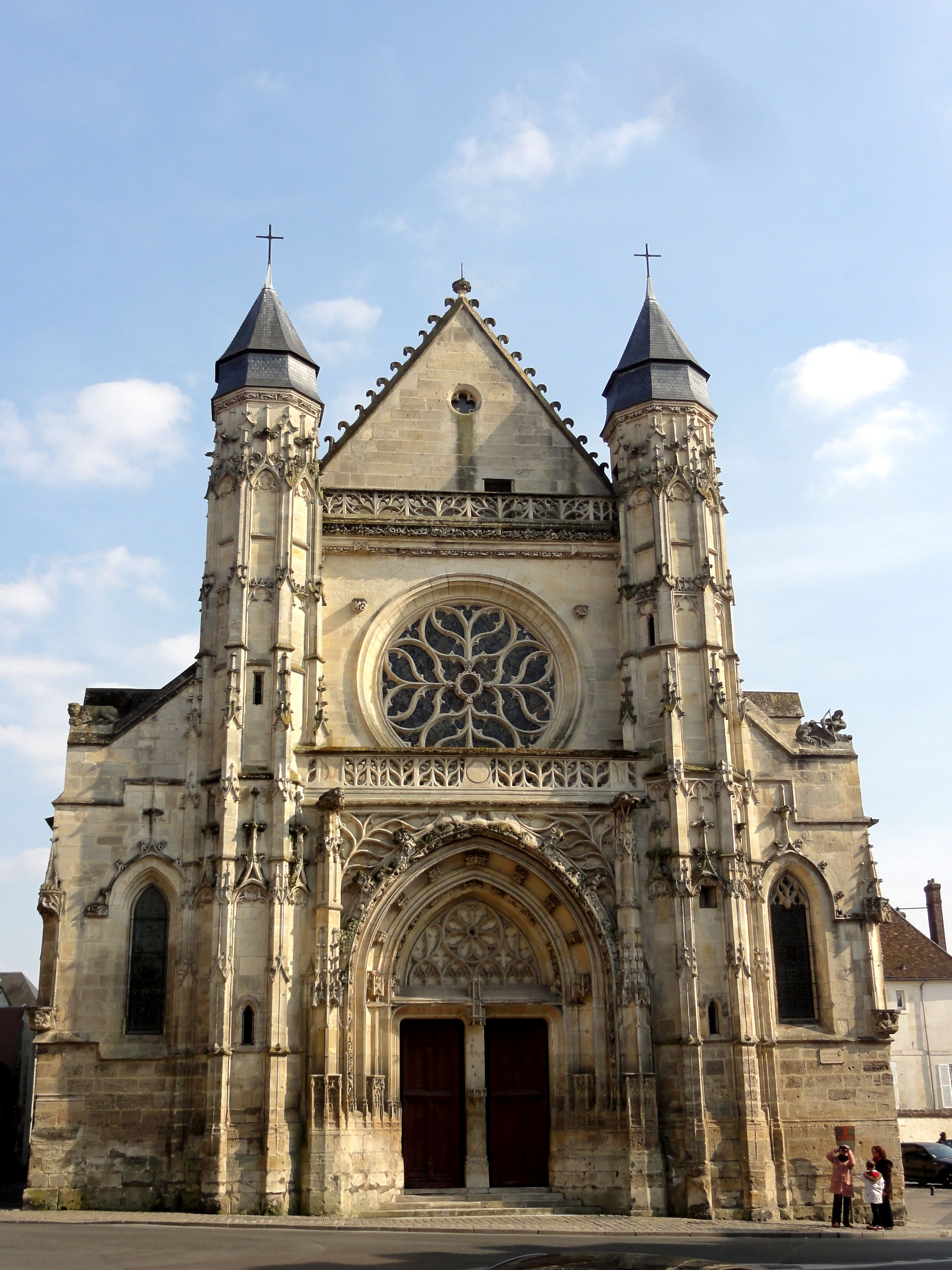
Церковь Святого Антуана
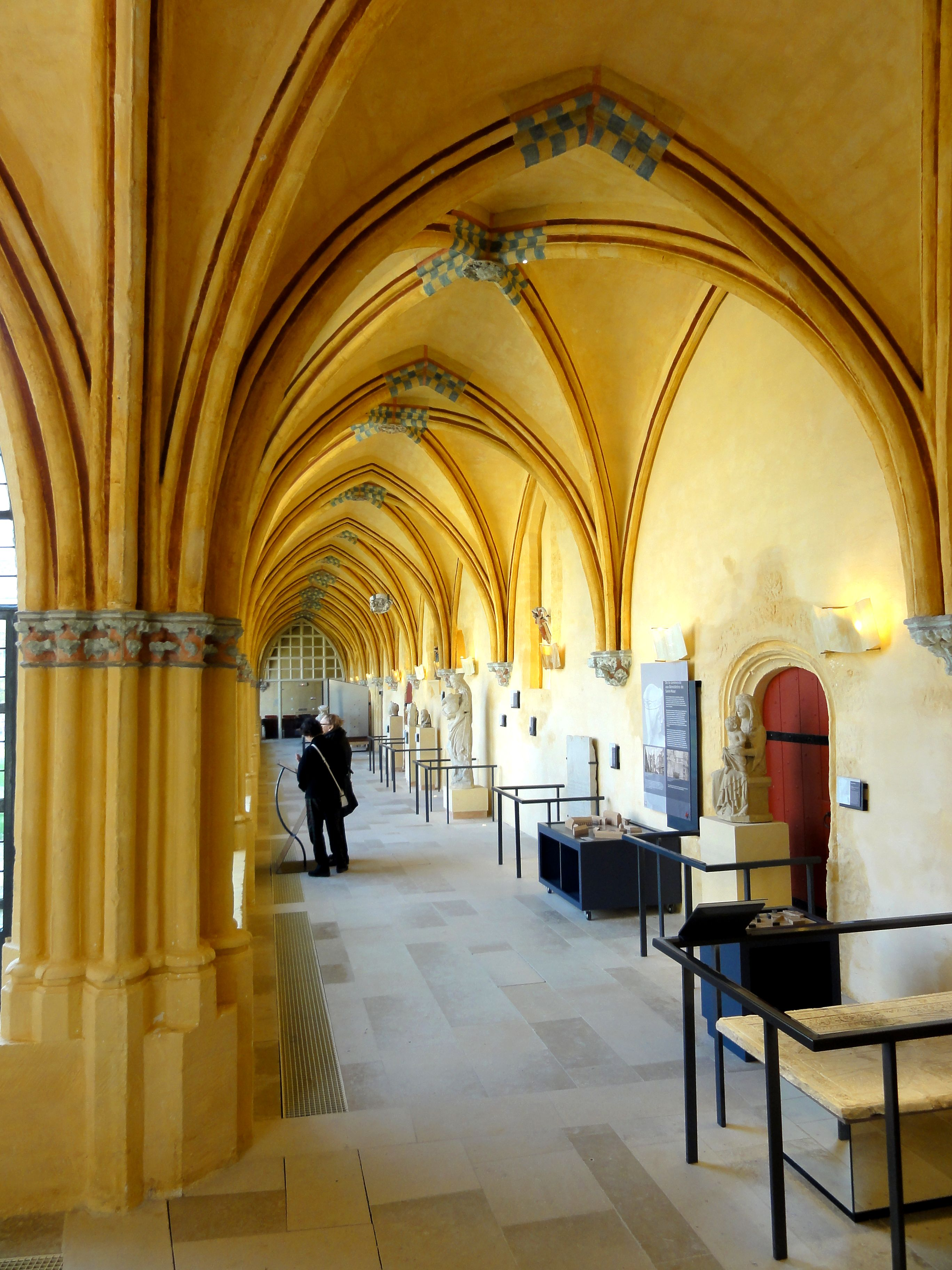
Клуатр бывшего аббатства Сен-Корнель
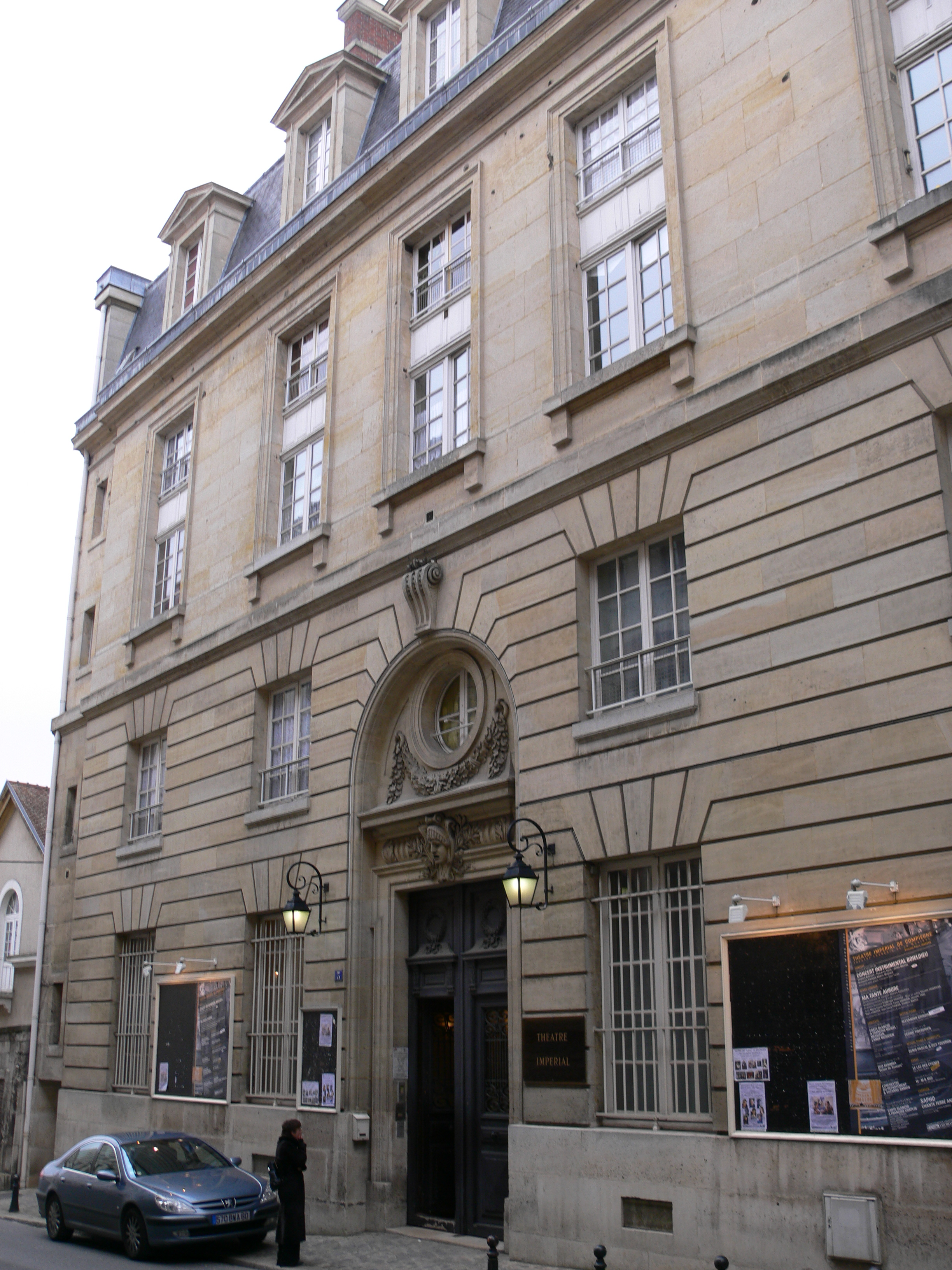
Императорский театр
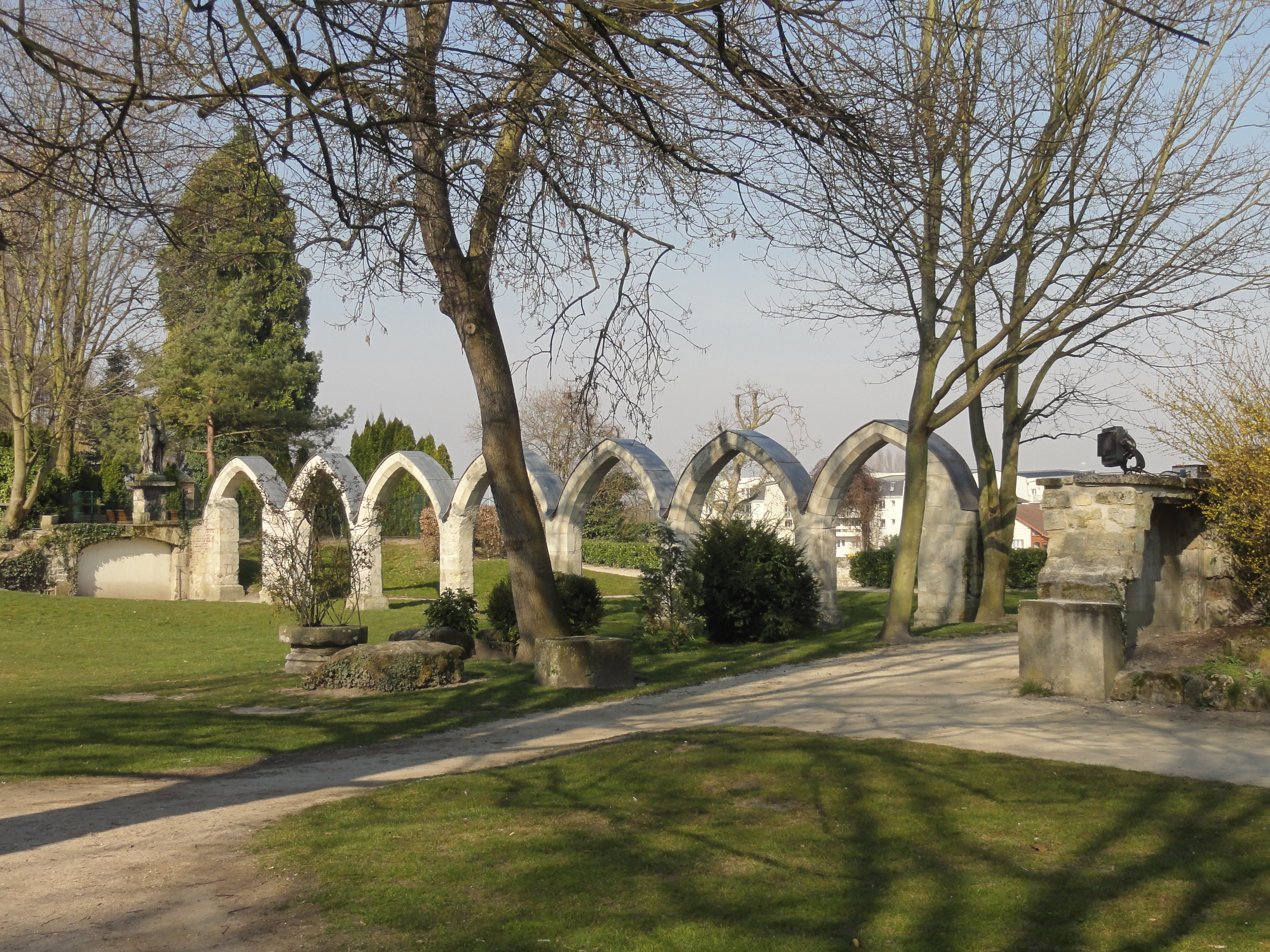
Сад якобинцев
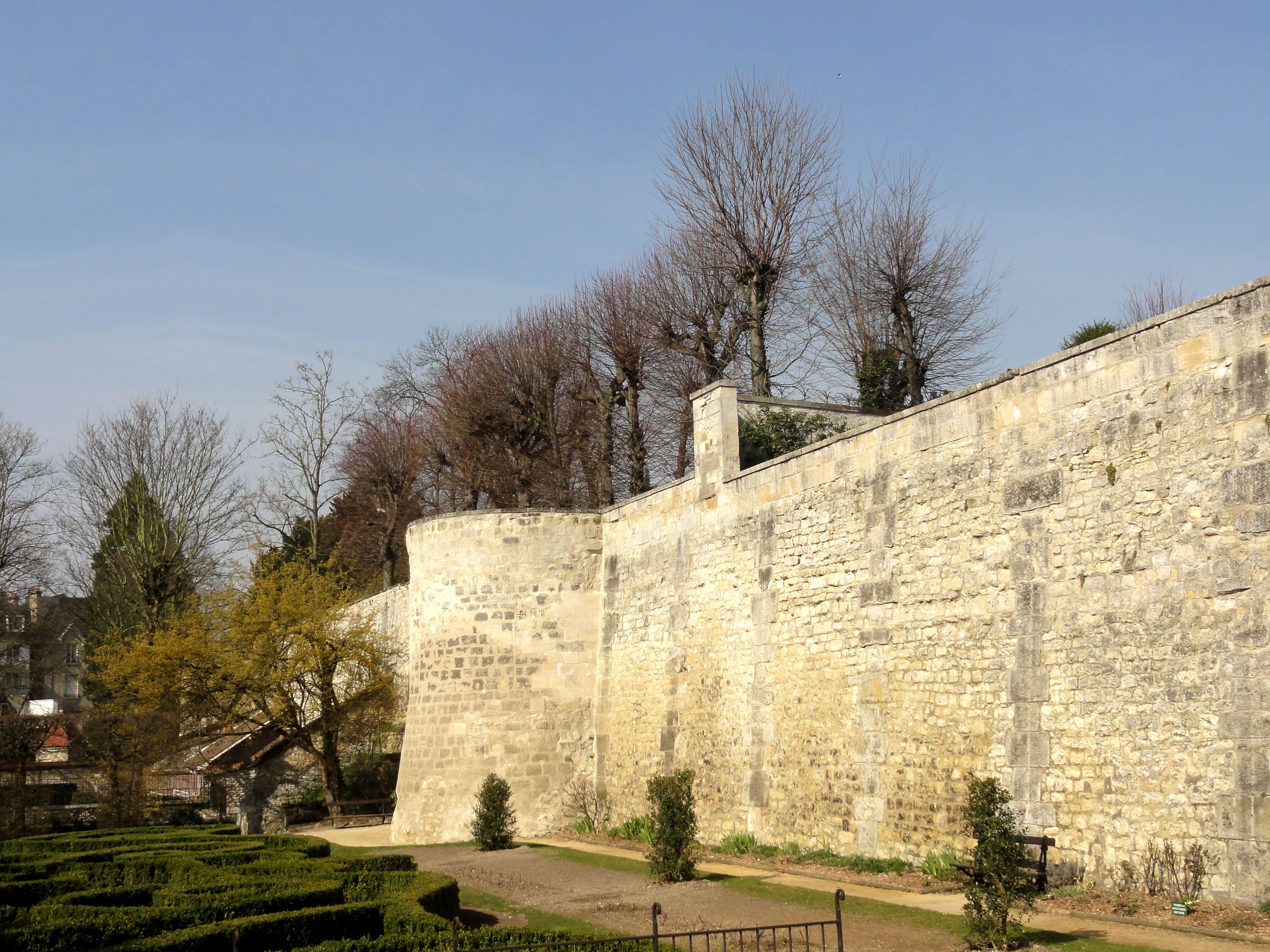
Крепостные стены
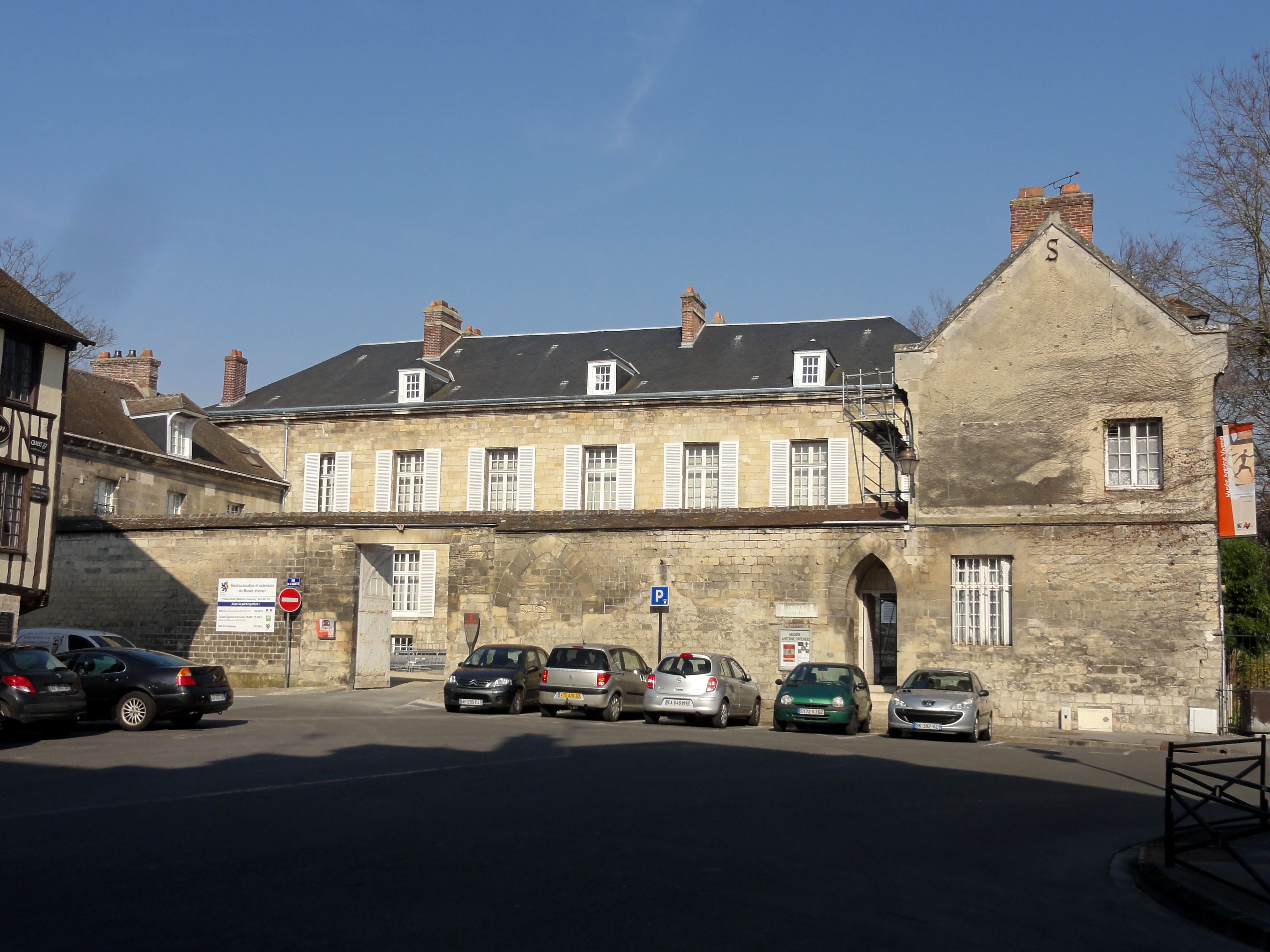
Музей Антуан-Вивеналь